# Чечоткі
Чечоткі (пол. Czeczotki) — село в Польщі, у гміні Чоснув Новодворського повіту Мазовецького воєводства.
Населення — 265 осіб (2011).
У 1975-1998 роках село належало до Варшавського воєводства.

## Демографія
Демографічна структура станом на 31 березня 2011 року:
|          | Загалом | Допрацездатний вік | Працездатний вік | Постпрацездатний вік |
| -------- | ------- | ------------------ | ---------------- | -------------------- |
| Чоловіки | 131     | 30                 | 90               | 11                   |
| Жінки    | 134     | 22                 | 90               | 22                   |
| Разом    | 265     | 52                 | 180              | 33                   |